# Бучіна Яна Олександрівна
Бучіна Яна Олександрівна (нар. 7 лютого 1992) — колишня російська тенісистка.
Найвищу одиночну позицію світового рейтингу — 334 місце досягла 12 серпня 2013, парну — 569 місце — 5 березня 2012 року.
Здобула 2 одиночні та 1 парний титул туру ITF.

## Фінали ITF
| турніри $25,000 |
| турніри $10,000 |

### Одиночний розряд: 4 (2–2)
| Результат | Ранг | Дата           | Турнір                 | Покриття | Суперниця          | Рахунок  |
| --------- | ---- | -------------- | ---------------------- | -------- | ------------------ | -------- |
| Поразка   | 1.   | 24 квітня 2011 | ITF Анталія, Туреччина | Тверде   | Марта Сироткіна    | 1–6, 0–6 |
| Перемога  | 2.   | 1 травня 2011  | ITF Анталія, Туреччина | Тверде   | Екатеріне Горгодзе | 6–3, 6–4 |
| Перемога  | 3.   | 22 квітня 2012 | ITF Анталія, Туреччина | Тверде   | Нікола Гоєр        | 6–3, 6–4 |
| Поразка   | 4.   | 28 січня 2013  | ITF Анталія, Туреччина | Ґрунт    | Лі Чін А           | 5–7, 3–6 |

### Парний розряд: 3 (1–2)
| Результат | Ранг | Дата            | Турнір                            | Покриття | Партнерка        | Суперниці                          | Рахунок               |
| --------- | ---- | --------------- | --------------------------------- | -------- | ---------------- | ---------------------------------- | --------------------- |
| Поразка   | 1.   | 9 березня 2009  | ITF Лас-Пальмас, Іспанія          | Тверде   | Тая Могорчич     | Лу Цзінцзін Сунь Шеннань           | 3–6, 6–7(1–7)         |
| Перемога  | 2.   | 10 вересня 2010 | ITF Сараєво, Боснія і Герцеговина | Ґрунт    | Поліна Родіонова | Ані Міячика Матеа Чутура           | 7–6(7–5), 2–6, [10–5] |
| Поразка   | 3.   | 23 квітня 2014  | ITF Наманган, Узбекистан          | Тверде   | Андреа Гаміс     | Євгенія Пашкова Ганна Позніхіренко | 4–6, 1–6              |